# Mount Robert Scott
Mount Robert Scott är ett berg i Antarktis. Det ligger i Östantarktis. Nya Zeeland gör anspråk på området. Toppen på Mount Robert Scott är 1 000 meter över havet.
Terrängen runt Mount Robert Scott är kuperad åt nordost, men åt sydväst är den bergig. Trakten är obefolkad. Det finns inga samhällen i närheten.